# ヴォーン・ウィリアムズ記念図書館

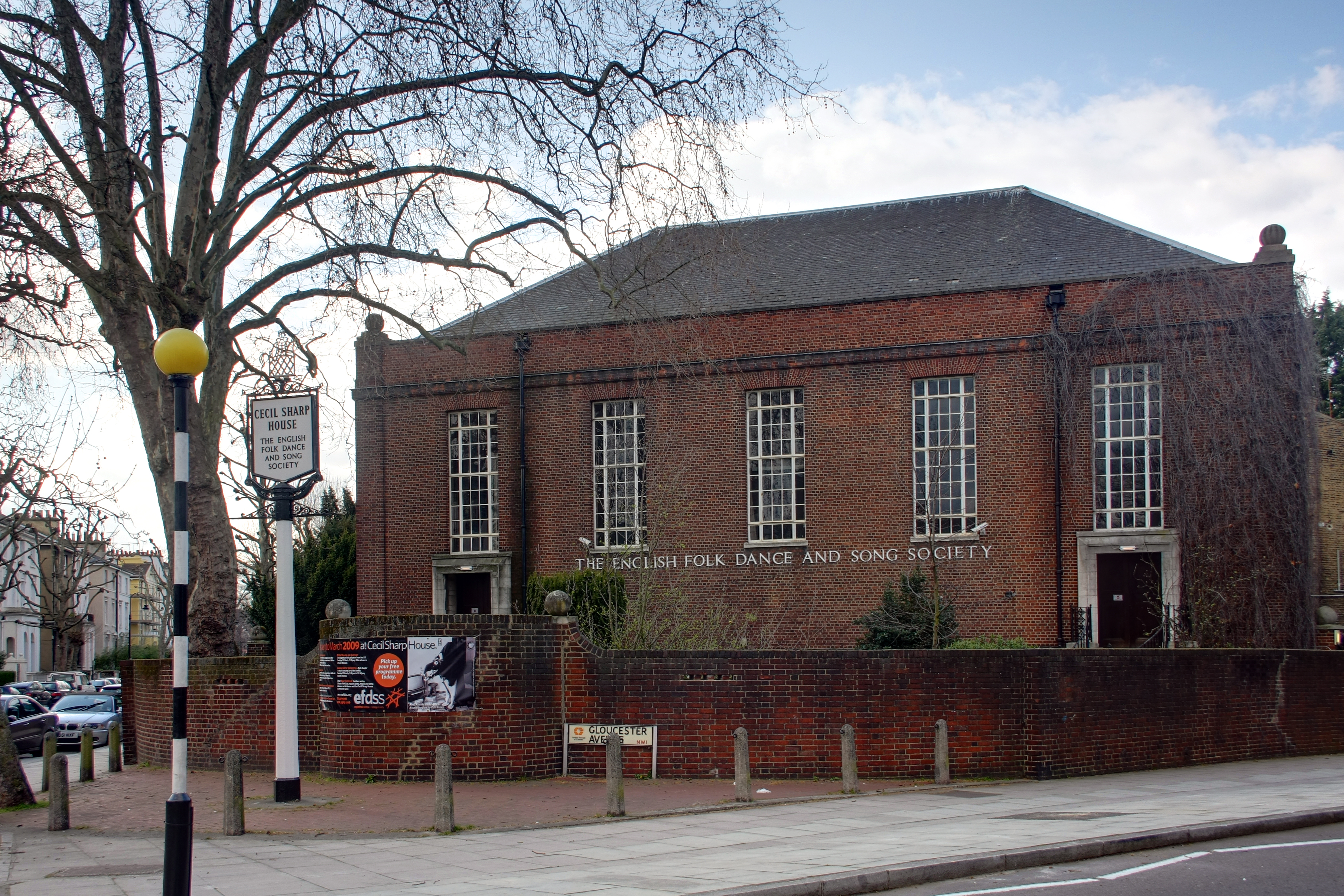
協会の本拠地であるロンドン、リージェンツ・パークのセシル・シャープの家

ヴォーン・ウィリアムズ記念図書館（Vaughan Williams Memorial Library）は、ロンドン中心部に位置する英国民族舞踊民謡協会の図書館、文書保管庫。
図書館には数多くの著名な収集家が集めたブリテン諸島の民謡や伝統舞踊の草稿、採取記録、編曲の他にもマルチメディア図書館として書籍、定期刊行物、映像作品、写真、音楽録音などが収蔵されている。「英国民俗学事典 A Dictionary of English Folklore」には次のように記載されている。「（略）次第に専門化していく過程で、ヴォーン・ウィリアムズ記念図書館はこの国（イギリス）の伝統的歌謡、舞踊、音楽に関する最も重要な収集施設となった。」施設の名前は英国民族舞踊民謡協会のかつての会長だった作曲家、収集家のレイフ・ヴォーン・ウィリアムズにちなんで名づけられている。
かつて、この図書館はセシル・シャープの書籍がもともとの蔵書であったためにセシル・シャープ図書館と呼ばれていた。しかし、年月をかけてルーシー・ブロードウッド、ジャネット・ブラント、アン・ギルクライスト、ジョージ・バターワース、ハモンド（Hammond）兄弟、ジョージ・ライアーソン・ガーディナーといった収集家らや傑出した民俗学者が集めた書物、音楽、原稿のコレクションが図書館に加えられていった。また、セイバイン・ベアリング＝グールド、レイフ・ヴォーン・ウィリアムズ、アルフレッド・ウィリアムズ（Alfred Williams）、ジェームズ・マディソン・カーペンターの書類やノートの写しも収められている。さらにパーシー・グレインジャー、マイク・ヤテス（Mike Yates）、BBC民族音楽アーカイヴが集めた録音も保管されている。
取り扱う範囲は次の通りである。民謡（伝統音楽、大衆音楽）、Child Ballads、Broadside ballads、工場・職業歌、船乗りの歌（sea shanties）、遊び歌、Nursery rhymes、Street Cries、キャロル・讃美歌、輪唱・グリー・パートソング、ミュージックホール、祭典舞踊、モリス・ダンス・剣舞、その他多数。

## オンライン・アーカイヴ
2006年5月、ヴォーン・ウィリアムズ記念図書館のオンライン版がオープンした。所蔵の草稿や著名な民謡の索引検索に対応しており、英語によるこの種のアーカイヴとしては最大のものである。掲載目録は民族音楽学者のレスリー・シェパード（Leslie Shepard）が遺贈したコレクションによって拡大してきており、今後も資料の電子化が進められる。
イギリスの最も優れた6人の民謡収集家の遺産も「Take 6 archive」として公開されており、それぞれの索引と5,000曲の歌を含む22,000点以上の収集品の画像が閲覧可能となっている。さらに、セシル・シャープが1915年から1918年までを過ごしたアパラチアでの日記（自筆のものと写本）、および彼が撮りためた300点以上の画像をオンラインで見ることができる。画像に関しては、その大部分が北アメリカとイングランドで彼の音楽採取に協力した協力者の写真である。